# Glutamát-1-semialdehyd
Glutamát-1-semialdehyd je aminokyselina vzniklá redukcí kyseliny glutamové vázané na tRNA, katalyzovanou glutamyl-tRNA reduktázou. Izomeruje se působením glutamát-1-semialdehyd 2,1-aminomutázy na kyselinu aminolevulovou, která je důležitá pro biosyntézu porfyrinů, jako jsou hem a chlorofyly.